# Jay Jay Odrzutowiec
Jay Jay Odrzutowiec – amerykański serial animowany dla dzieci emitowany w latach 1998–2005. W Polsce emitowany przez TV Trwam.

## Obsada
- Mary Kay Bergman/Debi Derryberry– Odrzutowiec Jay Jay / Herky / Savannah / Revvin’ Evan (głos)
- Jennifer Delora – Pani Lee (głos)
- Gina Ribisi/Sandy Fox – Tracy / Snuffy / Tuffy (głos)
- Chuck Morgan/Michael Donovan - Big Jake / Old Oscar
- Eve Whittle – Brenda Blue (głos)

### Wersja polska TV Trwam
Wersja emitowana z angielskim dubbingiem i polskim lektorem.
- Opracowanie i udźwiękowienie wersji polskiej: Fundacja Lux Veritatis we Wrocławiu
- Tekst polski: Katarzyna Majeran
- Czytali: Anna Dudziach, Gabriela Jaskóła i Roman Baczyński